# Gastone Tellini
Gastone Tellini (Domodossola, 21 agosto 1935) è un ex calciatore italiano, di ruolo terzino.

## Carriera
Cresciuto nelle giovanili dello Juventus Domo, società calcistica della sua città, passa poi al Vigevano, con cui disputa due campionati di Serie C, conquistando, nella stagione 1957-1958 la promozione in Serie B. Si trasferisce al Monza, al tempo Simmenthal Monza, dove disputa tre campionati di Serie B.
Terminata l'esperienza con i brianzoli, passa al Varese, al tempo militante in Serie C. Con i biancorossi gioca tre stagioni, durante le quali contribuisce alla doppia promozione dalla Serie C alla Serie A, maturata nelle stagioni 62-63 e 63-64.
Al termine della stagione 1963-1964, culminata con la promozione in serie A, si ritira dall'attività calcistica.

## Palmarès

### Competizioni nazionali
- Serie C : 1 :Vigevano Serie C 1957-1958

- Serie C: 1

Varese: 1962-1963
- Serie B: 1

Varese: 1963-1964